# Ниргиндинське сільське поселення
Ниргинди́нське сільське поселення — муніципальне утворення в складі Каракулинського району Удмуртії, Росія. Адміністративний центр — село Ниргинда.
Населення становить 719 осіб (2019, 801 у 2010, 802 у 2002).

## Склад
До складу поселення входять такі населені пункти:
| Населений пункт       | Населення, осіб (2002) | Населення, осіб (2010) |
| --------------------- | ---------------------- | ---------------------- |
| Дубровка, виселок     | 66                     | 40                     |
| Зуєви Ключі, присілок | 32                     | 44                     |
| Ниргинда, присілок    | 704                    | 717                    |

В поселенні діють середня школа, бібліотека, клуб та фельдшерсько-акушерський пункт.